# 마노정
마노정(真野町)은 니가타현 사도군에 설치되었던 정이다. 사와다정의 통근율은 15.2%(2000년 인구 조사).정역에는 일찍이 사도국의 국부가 놓여 있었다. 2004년 3월 1일 합병해 사도시의 일부가 되었다.

## 역사
고대에는 사도국의 국부가 놓여 있었다.
- 1889년 4월 1일 - 정촌제 시행으로 가나마루촌, 고이가우라촌, 가와모촌이 성립하였다.
- 1901년 11월 1일 - 마노촌, 가나마루촌, 고이가우라촌, 가와모촌이 합병해 마노촌이 되었다.
- 1951년 1월 1일 - 정으로 승격해 마노정이 되었다.
- 2004년 3월 1일 - 료쓰시, 사와타정, 아이카와정, 니보촌, 하타노정, 가나이정, 오기정, 하모치정, 아카도마리촌과 합병해 사도시가 되었다.

## 교통

### 도로
- 국도 350호선